# Liste der Mitglieder des Landtages (Republik Baden) (2. Wahlperiode)
Diese Liste gibt einen Überblick über alle Mitglieder des Landtages der Republik Baden in der 2. Wahlperiode (1921 bis 1925).

## A
- Karl Albietz (Zentrum)
- Albert Amann (Zentrum)
- Maximilian Arnold (SPD) (1923–1925, eingetreten am 19. Juli 1923 als Nachfolger des Abgeordneten Georg Strobel)
- Adam von Au (WP)

## B
- Eugen Baumgartner (Zentrum)
- Marie Bernays (DVP)
- Maria Beyerle (Zentrum)
- Therese Blase (SPD)
- Max Bock (KPD)
- Heinrich Brixner (DVP) (1924–1925, eingetreten am 7. November 1924 als Nachfolger des Abgeordneten Hermann Paasche)

## D
- Karl Dörr (BLB)
- Josef Duffner (Zentrum)

## E
- Richard Eberhardt (Zentrum)
- Josef Engelhardt (Zentrum)
- Wilhelm Engler (SPD)

## F
- Friedrich Fischer (Zentrum)
- Karl Fischer (BLB)
- Kunigunde Fischer (SPD)
- Rudolf Fischer (Zentrum)
- Ernst Föhr (Zentrum)
- Rudolf Freidhof (USPD, seit Ende 1922 SPD)
- Richard Freudenberg (DDP)
- Valentin Friedel (Zentrum) (1923–1925, eingetreten am 1. Februar 1923 als Nachfolger des Abgeordneten August Spengler)

## G
- Ernst Gäßler (KPD)
- Hermann Gebhard (BLB)
- Bernhard Gehweiler (SPD)
- Karl Glockner (DDP)
- Josef Ignaz Goerlacher (Zentrum)
- Oskar Graf (SPD)
- Karl Großhans (SPD)

## H
- Gustav Habermehl (DNVP)
- Gustav Haebler (SPD) (1923–1925, eingetreten am 14. März 1923 als Nachfolger für den Abgeordneten August Hässig)
- Ernst Friedrich Hagin (BLB)
- Alfred Hanemann (DNVP) (1921–1924, ausgeschieden am 11. Dezember 1924. Mandatsnachfolger war Ferdinand Lang)
- Gustav Hartmann (Zentrum)
- August Hässig (SPD) (1921–1923, ausgeschieden am 12. März 1923. Mandatsnachfolger war Gustav Haebler)
- Alfred Herfurth (Zentrum)
- Georg Hertle (DNVP)
- Fridolin Heurich (Zentrum)
- Oskar Hofheinz (DDP)
- Richard Horter (SPD)
- Karl Hügle (DDP)
- Hermann Hummel (DDP)

## K
- Gustav Klaiber (BLB)
- Heinrich Köhler (Zentrum)
- Leo Kullmann (SPD)
- Adolf Kühn (Zentrum) (1925, eingetreten am 19. März 1925 als Nachfolger des Abgeordneten Josef Schmitt)
- Heinrich Kurz (SPD)

## L
- Ferdinand Lang (DNVP) (1924–1925, eingetreten am 18. Dezember 1924 als Nachfolger des Abgeordneten Alfred Hanemann)

## M
- Lothar Mager (DNVP)
- Emil Maier (SPD)
- Josef Martin (Zentrum)
- Ludwig Marum (SPD)
- Wilhelm Mattes (DVP)
- Friedrich Theodor Mayer (DNVP)

## P
- Hermann Paasche (DVP) (1921–1924, ausgeschieden am 3. November 1924. Mandatsnachfolger war Heinrich Brixner)

## R
- Karl Rausch (SPD)
- Adam Remmele (SPD)
- Johanna Richter (DNVP)
- Maria Rigel (Zentrum)
- Jakob Ritter (KPD)
- Wilhelm Roeckel (Zentrum)
- Ernst Rösch (SPD)
- Leopold Rückert (SPD)
- Richard Rüger (Zentrum)

## S
- Anton Sack (Zentrum)
- Lambert Schill (Zentrum)
- Otto Heinrich Schmidt (DNVP)
- Josef Schmitt (Zentrum) (ausgeschieden am 27. Februar 1925. Mandatsnachfolger war Adolf Kühn)
- August Schneider (DNVP)
- Gustav Schneider (Zentrum)
- Friedrich Schön (DDP)
- Josef Schofer (Zentrum)
- Michael Schrank (BLB)
- Adolf Seebacher (Zentrum) (1923–1925, eingetreten am 16. Januar 1923 als Nachfolger des Abgeordneten Johann Zehnter)
- Rudolf Seubert (Zentrum)
- Klara Siebert (Zentrum)
- August Spengler (Zentrum) (1921–1923, ausgeschieden am 1. Februar 1923. Mandatsnachfolger war Valentin Friedel)
- Christian Stock (SPD)
- Johanna Straub (DDP)
- Georg Strobel (SPD) (1921–1923, ausgeschieden am 14. Juli 1923. Mandatsnachfolger war Maximilian Arnold)

## T
- Gustav Trunk (Zentrum)

## U
- Frieda Unger (KPD)

## W
- Max Weber (DVP)
- Josef Weißhaupt (Zentrum)
- Anton Weißmann (SPD)
- Anton Wiedemann (Zentrum)
- Adolf Wilser (DVP)
- Alois Wirth (SPD)
- Josef Wittemann (Zentrum)

## Z
- Johann Zehnter (Zentrum) (1921–1922, ausgeschieden am 17. Dezember 1922. Mandatsnachfolger war Adolf Seebacher)
- Anton Ziegelmaier (Zentrum)
- Josef Ziegelmeyer (Zentrum)

## Quelle
- Bioweil: Kollektive Biographie der Landtagsabgeordneten der Weimarer Republik: Baden 1918-1933 (Memento vom 8. Juli 2012 im Webarchiv archive.today) Hinweis: In der Erläuterung der Daten durch das Projekt der Uni Köln wird darauf hingewiesen: „Die Güte der Daten ist höchst unterschiedlich.“
- Digitale Sammlung badischer Landtagsprotokolle bei der Badischen Landesbibliothek